# Plagioscion surinamensis
Plagioscion surinamensis är en fiskart som först beskrevs av Bleeker, 1873.  Plagioscion surinamensis ingår i släktet Plagioscion och familjen havsgösfiskar. Inga underarter finns listade i Catalogue of Life.